# Sant'Albano Stura
Sant'Albano Stura é uma comuna italiana da região do Piemonte, província de Cuneo, com cerca de 2.080 habitantes. Estende-se por uma área de 28 km², tendo uma densidade populacional de 74 hab/km². Faz fronteira com Fossano, Magliano Alpi, Montanera, Morozzo, Rocca de' Baldi, Trinità.

## Demografia
| Variação demográfica do município entre 1861 e 2011                               |
|                                                                                   |
| Fonte: Istituto Nazionale di Statistica (ISTAT) - Elaboração gráfica da Wikipedia |